# 哈拉尔德·马尔格
哈拉尔德·马尔格（德語：Harald Marg，1954年9月26日—），德国男子皮划艇运动员。他曾代表东德参加1980年夏季奥林匹克运动会皮划艇比赛，获得男子四人皮艇1000米金牌。